# Leucotabanus pallidus
Leucotabanus pallidus är en tvåvingeart som beskrevs av Krober 1929. Leucotabanus pallidus ingår i släktet Leucotabanus och familjen bromsar. Inga underarter finns listade i Catalogue of Life.